# نظرية الصفر
نظرية الصفر (بالإنجليزية: The Zero Theorem)‏ هو فيلم روائي طويل أُصدر في المملكة المتحدة سنة 2013.الفيلم من إخراج تيري غيليام وبطولة كريستوف فالتز، مات ديمون، تيلدا سوينتون وبيتر ستورمار.

## طاقم التمثيل
- كريستوف فالتز في دور كوهين ليث
- مات ديمون في دور بانسلي
- تيلدا سوينتون في دور د. شرينك روم
- بيتر ستورمار
- بن ويشا
- ميلاني تييري

## القصة
تدور قصة الفيلم عن هاكر كمبيوتر يبحث لاكتشاف سبب وجود الإنسان.

## الميزانية والإيرادات
بلغت تكلفة إنتاج الفيلم حوالي 13.5 مليون دولار.

## وصلات خارجية
- Official website
- نظرية الصفر على موقع IMDb (الإنجليزية)
- نظرية الصفر على موقع ميتاكريتيك (الإنجليزية)
- نظرية الصفر على موقع الموسوعة البريطانية (الإنجليزية)
- نظرية الصفر على موقع روتن توميتوز (الإنجليزية)
- نظرية الصفر على موقع نتفليكس (الإنجليزية)
- نظرية الصفر على موقع قاعدة بيانات الأفلام العربية
- نظرية الصفر على موقع ألو سيني (الفرنسية)
- نظرية الصفر على موقع Turner Classic Movies (الإنجليزية)
- نظرية الصفر على موقع أول موفي (الإنجليزية)
- نظرية الصفر على موقع بوكس أوفيس موجو (الإنجليزية)